# Яременко Ілля Сергійович
Ілля Сергійович Яременко (14 липня 1997) — український плавець, призер трьох Літніх Паралімпійських ігор. Майстер спорту України. Повний кавлер ордена «За мужність».
Представляє Київський міський центр з фізичної культури і спорту інвалідів «Інваспорт».
Чемпіон України. Фіналіст чемпіонату Європи 2016 року.

## Державні нагороди
- Орден «За мужність» I ст. (18 вересня 2024) — за досягнення високих спортивних результатів на ХVІІ літніх Паралімпійських іграх у місті Парижі (Французька Республіка), виявлені самовідданість та волю до перемоги, утвердження міжнародного авторитету України[1]
- Орден «За мужність» II ст. (16 вересня 2021) — за значний особистий внесок у розвиток паралімпійського руху, досягнення високих спортивних результатів на XVI літніх Паралімпійських іграх у місті Токіо (Японія), виявлені самовідданість та волю до перемоги, утвердження міжнародного авторитету України[2]
- Орден «За мужність» III ст. (4 жовтня 2016) — За досягнення високих спортивних результатів на XV літніх Паралімпійських іграх 2016 року в місті Ріо-де-Жанейро (Федеративна Республіка Бразилія), виявлені мужність, самовідданість та волю до перемоги, утвердження міжнародного авторитету України[3]